# Toán học Babylon

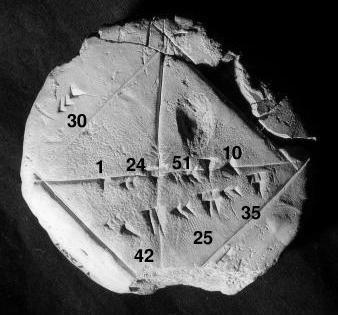
Tấm đất sét YBC 7289 với những lời chú giải. Nó thể hiện giá trị xấp xỉ của căn bậc hai của 2 trong 4 số hệ đếm sáu mươi, 1 24 51 10, chính xác đến 6 số sau dấu phẩy nếu tính theo hệ thập phân.
1 + 24/60 + 51/60^{2} + 10/60^{3} = 1.41421296... Bảng đất sét này cũng cho thấy một ví dụ khi một cạnh của hình vuông là 30, và kết quả của đường chéo là 42 25 35 hay 42 25 35 or 42.4263888...

Toán học Babylon (hay còn được biết đến là toán học Assyria-Babylon) là bất kỳ toán học nào được phát triển và thực tập bởi những người sống ở Lưỡng Hà, có niên đại từ đầu thời kỳ của những người Sumer cho đến khi Babylon sụp đổ vào năm 539 TCN. Các văn bản toán học Babylon phong phú và được chỉnh sửa tốt.  Về mặt thời gian, nền toán học này gồm hai thời kỳ: Triều đại Babylon Thứ nhất (1830 TCN-1531 TCN và vương quốc Seleukos trong khoảng 3 hay 4 thế kỷ cuối trước Công nguyên. Về nội dung, những tác phẩm toán học Babylon không thể hiện sự khác biệt trong hai thời kỳ trên. Toán học Babylon đã duy trì sự nhất quán, cả về tính chất lẫn nội dung, trong gần 2 thiên niên kỷ.
Đối lập với sự tương phản về việc khan hiếm tài liệu của toán học Ai Cập, sự hiểu biết của toán học Babylon đã được chuyển hóa từ 400 tấm đất sét không tiếp đất từ thập niên 1850. Viết bằng chữ nêm, các tấm đất sét này được khắc khi chúng còn ẩm và được làm khô trong một cái lò hoặc phơi dưới ánh sáng Mặt Trời. Đa số của những tấm đất sét được khám phá có niên đại từ 1800 TCN đến 1600 TCN, và nói về các chủ đề bao gồm phân số, đại số, phương trình bậc hai, hàm số bậc ba và định lý Pythagoras. Bản YBC 7289 đã cho thấy giá trị xấp xỉ của căn bậc hai của hai chính xác đến 6 số sau dấu phẩy.